# دانيال بن لولو
دانييل بن لولو (بالعبرية: דניאל בנלולו- بالإنجليزية : Daniel Benlulu) من مواليد 6 مايو 1958. هو سياسي إسرائيلي سابق خدم عضوا في الكنيست عن حزب الليكود بين عامي 2003 و 2006.

## السيرة الشخصية
ولد بنلولو في المغرب ، وقدم إلى إسرائيل عام 1969.

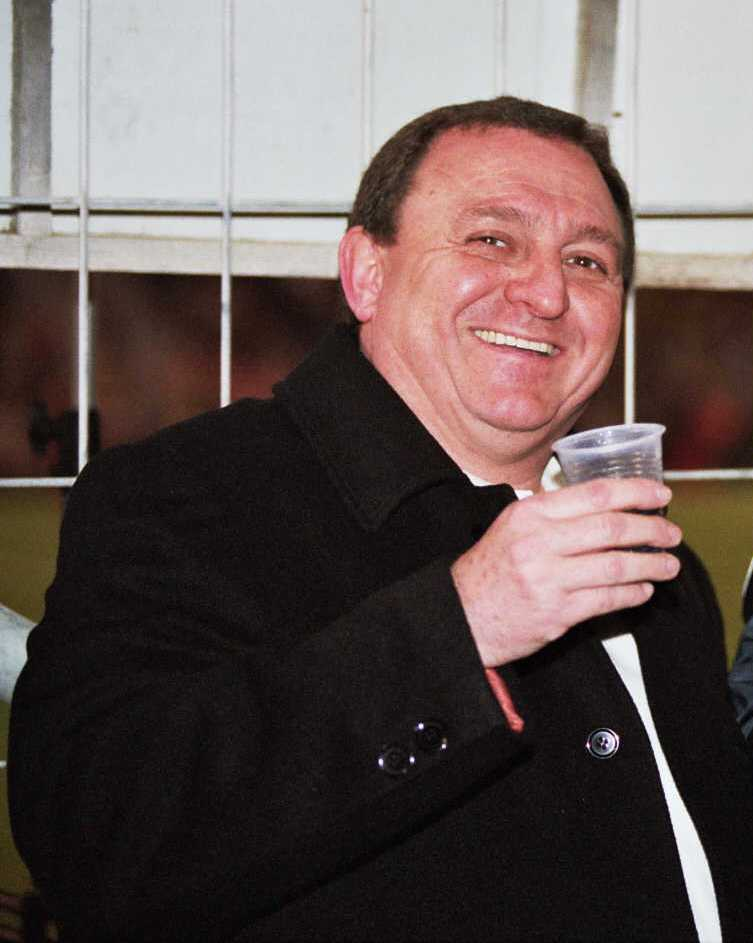
Benlulu

## عمله السياسي
في أواخر عام 2002 فاز بالمركز العشرين على قائمة الليكود لانتخابات يناير 2003 (مكان مخصص للمرشحين من السهل الساحلي) ، ودخل الكنيست عندما فاز الحزب بـ 38 مقعدًا. خلال فترة رئاسته الأولى ، كان يرأس لجنة مجلس النواب واللجنة المشتركة لميزانية الكنيست.
بالنسبة لانتخابات 2006 ، تم وضعه في المرتبة 16 على قائمة حزب الليكود ، لكنه خسر مقعده عندما فاز الحزب بـ 12 ولاية فقط.